# Mossaubach
Die Mossaubach, oder auch nur Mossau genannt, ist ein fast 111⁄2 Kilometer langer Bach im Odenwald, der im hessischen Odenwaldkreis verläuft und von links in die Marbach mündet. 

## Name
Nach 819 wurde der Fluss als Mosaha erstmals urkundlich genannt. Der Name setzte sich ursprünglich zusammen aus althochdeutsch mos „Moos“ und dem Grundwort -aha „Fließgewässer“. Die Endung wurde später zu -au umgedeutet.

## Geographie

### Verlauf
Die Mossau entspringt südöstlich von Ober-Kainsbach am Osthang des Morsbergs (516,7 m). Er fließt nach Süden durch die Orte Ober-Mossau, Unter-Mossau und Hüttenthal. Dort unterquert er die Bundesstraße 460 (Siegfriedstraße) und mündet nach gut 11 km in die etwa 8 km lange Marbach.

### Hydrologischer Hauptstrang
Hydrologisch gesehen bildet die Mossau den Oberlauf der Mümling, da er an seiner Mündung etwas länger als der Marbach ist und ungefähr gleich viel Wasser führt. Die Marbach wiederum ist an seiner Mündung wasserreicher und deutlich länger als die Mümling. Das Wasser der Mossau hat damit den längsten Fließweg, der im Flusssystem Mümling vorkommt, nämlich 59,5 km bis zum Main, und damit 10 km mehr als das Quellwasser der Mümling selbst.

### Zuflüsse
- Hoschbach (rechts)
- Bach an dem Mühlengrund (rechts)
- Bach aus dem Hammergrund (rechts)
- Bach aus dem Backofengrund (rechts)

### Flusssystem Mümling
- Fließgewässer im Flusssystem Mümling

## Namensgeber
Der Mossaubach war namengebend für die Gemeinde Mossautal, da ihr Einzugsgebiet einen wesentlichen Teil des Gemeindegebietes darstellt. 